# Великокостромська сільська рада
Великокостро́мська сільська́ ра́да — колишня адміністративно-територіальна одиниця та орган місцевого самоврядування в Апостолівському районі Дніпропетровської області. Адміністративний центр — село Велика Костромка.

## Загальні відомості
- Населення ради: 2 784 особи (станом на 2001 рік)

## Населені пункти
Сільській раді були підпорядковані населені пункти:
- c. Велика Костромка

## Склад ради
Рада складалася з 20 депутатів та голови.
- Голова ради: Фартушний Микола Миколайович
- Секретар ради: Проценко Лідія Володимирвна

### Керівний склад попередніх скликань
| Прізвище, ім'я, по батькові  | Основні відомості                                                         | Дата обрання | Дата звільнення |
| ---------------------------- | ------------------------------------------------------------------------- | ------------ | --------------- |
| Колеснік Лідія Павлівна      | Сільський голова, 1962 року народження, член Народної партії              | 26.03.2006   | 31.10.2010      |
| Фартушний Микола Миколайович | Сільський голова, 1961 року народження, освіта вища, член Партії регіонів | 31.10.2010   |                 |

Примітка: таблиця складена за даними сайту Верховної Ради України

### Депутати
За результатами місцевих виборів 2010 року депутатами ради стали:

#### За суб'єктами висування
| Суб'єкт висування                                       | Кількість обраних депутатів | %  |
| ------------------------------------------------------- | --------------------------- | -- |
| Партія регіонів                                         | 16                          | 80 |
| Політична партія «Сильна Україна»                       | 2                           | 10 |
| Комуністична партія України                             | 1                           | 5  |
| Політична партія Всеукраїнське об'єднання «Батьківщина» | 1                           | 5  |

#### За округами
| № округу                                                | Прізвище, ім'я, по батькові   | Дата визнання обраним | Освіта             | Партійна приналежність                        | Відомості про обраного депутата                                                       |
| ------------------------------------------------------- | ----------------------------- | --------------------- | ------------------ | --------------------------------------------- | ------------------------------------------------------------------------------------- |
| Комуністична партія України                             |                               |                       |                    |                                               |                                                                                       |
| 9                                                       | Водяник Інесса Володимирівна  | 04.11.2010            | вища               | позапартійна                                  | Великокостромська загальноосвітня школа, електрослюсар                                |
| Партія регіонів                                         |                               |                       |                    |                                               |                                                                                       |
| 1                                                       | Барабаш Євгеній Павлович      | 04.11.2010            | вища               | член Партії регіонів                          | тимчасово не працює                                                                   |
| 2                                                       | Барабаш Тетяна Василівна      | 04.11.2010            | вища               | член Партії регіонів                          | Національна акціонерна страхова компанія «Оранта», страховий агент                    |
| 3                                                       | Позігун Віра Федорівна        | 04.11.2010            | середня            | член Партії регіонів                          | Великокостромське поштове відділення, начальник                                       |
| 4                                                       | Воробйов Олександр Васильович | 04.11.2010            | середня            | член Партії регіонів                          | Криворізька теплова електростанція, електрослюсар                                     |
| 5                                                       | Мазка Віктор Миколайович      | 04.11.2010            | середня            | член Партії регіонів                          | приватний підприємець                                                                 |
| 6                                                       | Ярошенко Ольга Олексіївна     | 04.11.2010            | середня            | член Партії регіонів                          | тимчасово не працює                                                                   |
| 7                                                       | Таранович Людмила Андріївна   | 04.11.2010            | вища               | член Партії регіонів                          | Великокостромська загальноосвітня школа, страховий агент                              |
| 8                                                       | Барабаш Павло Нехтодович      | 04.11.2010            | середня            | член Партії регіонів                          | фермерське господарство, робітник                                                     |
| 10                                                      | Мельник Андрій Вікторович     | 04.11.2010            | вища               | член Партії регіонів                          | Криворізька теплова електростанція −2                                                 |
| 11                                                      | Михайлець Наталя Миколаївна   | 04.11.2010            | середня            | член Партії регіонів                          | Великокостромська загальноосвітня школа, заступник директора по господарській частині |
| 14                                                      | Шулькевич Тетяна Анатоліївна  | 04.11.2010            | вища               | член Партії регіонів                          | приватний підприємець                                                                 |
| 15                                                      | Потіп Микола Іванович         | 13.03.2011            | середня спеціальна | член Партії регіонів                          | Пожежна частина Криворізької ТЕС, рятувальник                                         |
| 16                                                      | Нікуліна Олена Володимирівна  | 04.11.2010            | вища               | член Партії регіонів                          | будинок культури «Жовтень», художній керівник                                         |
| 17                                                      | Проценко Лідія Володимирівна  | 04.11.2010            | вища               | член Партії регіонів                          | Великокостромська сільська рада, секретар                                             |
| 18                                                      | Бражник Микола Олександрович  | 04.11.2010            | середня            | член Партії регіонів                          | приватний підприємець                                                                 |
| 19                                                      | Барабаш Володимир Олексійович | 04.11.2010            | вища               | член Партії регіонів                          | пожежна частина-75 Криворізької ТЕС, пожежник                                         |
| Політична партія Всеукраїнське об'єднання «Батьківщина» |                               |                       |                    |                                               |                                                                                       |
| 20                                                      | Мартиненко Лідія Олексіївна   | 04.11.2010            | вища               | член Всеукраїнського об'єднання «Батьківщина» | Великокостромська загальноосвітня школа, вчитель                                      |
| Політична партія «Сильна Україна»                       |                               |                       |                    |                                               |                                                                                       |
| 12                                                      | Мазка Ірина Сергіївна         | 04.11.2010            | середня            | член Політичної партії «Сильна Україна»       | тимчасово не працює                                                                   |
| 13                                                      | Кудлюк Михайло Іванович       | 04.11.2010            | вища               | член Політичної партії «Сильна Україна»       | Криворізька ТЕС, охоронець                                                            |

## Населення
Згідно з переписом УРСР 1989 року чисельність наявного населення сільської ради становила 3683 особи, з яких 1663 чоловіки та 2020 жінок.
За переписом населення України 2001 року в сільській раді мешкало 2766 осіб.

### Мова
Розподіл населення за рідною мовою за даними перепису 2001 року:
| Мова       | Відсоток |
| ---------- | -------- |
| українська | 92,17 %  |
| російська  | 6,61 %   |
| білоруська | 0,40 %   |
| вірменська | 0,36 %   |
| німецька   | 0,11 %   |
| молдовська | 0,04 %   |
| польська   | 0,04 %   |
| інші       | 0,27 %   |